# سوئی، بلوچستان
سوئی (به انگلیسی: Sui) یک شهرک در پاکستان است که در ناحیه دیره بگتی واقع شده‌است. سوئی ۱۱۹٬۹۸۳ نفر جمعیت دارد.